# Jean-Baptiste de Lamarck
Jean-Baptiste Pierre Antoine de Monet, Chevalier de Lamarck, francoski vojak, biolog in akademik, * 1. avgust 1744, Bazentin-le-Petit, Picardie, severna Francija, † 18. december 1829, Pariz.
Svojo kariero je začel v vojski, kot je bil običaj za moške potomce obubožane aristokratske družine Lamarck. Ko so ga zaradi zdravstvenih težav odpustili iz vojske, je šel študirat medicino, a je študij kmalu opustil in se posvetil biologiji. Predvsem ga je zanimala botanika. Lamarck je zapustil bogato znanstveno zapuščino s področja biologije in botanike ter izredno velik herbarij rastlin z vseh delov Evrope in ostalega sveta. Razvil je tudi znamenito teorijo o transformaciji v živem svetu, ki je kasneje služila kot teoretska podlaga za Darwinovo teorijo o evoluciji. Zadnja leta svojega življenja je moral preživeti v slepoti, nerazumljen od svojih sodobnikov in v veliki revščini. Šele po njegovi smrti so Francozi spoznali njegov pomen in mu leta 1908 postavili spomenik v pariškem botaničnem vrtu Jardin des Plantes.

## Lamarckovi evolucijski nazori
Lamarck je razvil svojo evolucijsko teorijo v kateri je strnil razvojni nauk v štiri bistvene točke, to so:
1. Življenje skuša z lastno silo povečati obseg oživljenega telesa in njegovih delov vse do meje, ki jo določa ono samo.
2. Nov ustroj nastane v živalskem telesu iz novo nastale potrebe, ki jo žival stalno čuti in iz novega gibanja, ki ga ta potreba vzbuja in vzdržuje.
3. Razvoj organov in njih oblika zavisi vedno od njihove vaje.
4. Vse kar si je živalsko telo pridobilo, kar ga je načelo ali izpremenilo za vse življenje, se ohranja pri množitvi in prenaša na potomstvo izpremenjenih roditeljev.

»Višje« razvite živali in rastline so se tudi po Lamarckovi teoriji razvile iz »nižjih« vrst in se še vedno razvijajo, se pa razhaja s kasnejšo Darwinovo teorijo pri boju za obstanek. Lamarck je menil, da se individualisti aktivno prilagajajo okolju in da se pridobljene lastnosti podedujejo, poleg njih pa tudi morebitni škodljivi vplivi okolja.

## Poglavitna dela
- Flore française (1778)
- Philosophie zoologique (1809)
- Système des animaux sans vertèbres (1801 in 1815–1822)